# Kudat
Kudat is een plaats en gemeente (lembaga bandaran; town board) in de Kudat Division van de deelstaat Sabah van Oost-Maleisië, op het eiland Borneo.

## Geschiedenis
De plaats is ontdekt door A.H. Everett van de British North Borneo Company op 7 december 1881 en is de eerste stad van Brits Noord-Borneo.

## Demografie
In 2010 was het aantal inwoners van de gemeente 83.140. Het bestaat uit Rungus een subgroep van de Kadazan. Circa 10% van de inwoners is Chinees en er zijn minderheden zoals de Bajau, Dusun, Murut, Bugise.

## Geografie
Kudat ligt circa 190 kilometer ten noorden van Kota Kinabalu bij de Zuid-Chinese Zee ten westen van de Suluzee.
Andere plaatsen zijn Pitas en Kota Marudu.

## Bezienswaardigheden
- Rungus longhouses, waar traditionele gongs worden gemaakt en honing wordt geproduceerd
- Tanjung Simpang Mengayau

## Verkeer en vervoer
De luchthaven van Kudat is Kudat Airport.